# Эвай (Сахалинская область)
Эвай — село в Ногликском городском округе Сахалинской области России.

## Этимология
Буквальный перевод названия села с нивхского языка — внизу, под гребнем.

## География
Село находится на расстоянии 51 км к северу от посёлка городского типа Ноглики, административного центра округа.

## Население
| 2002 | 2010 | 2021 |
| ---- | ---- | ---- |
| 0    | →0   | →0   |